# Christiern Morsing
Christiern Thorkelsen Morsing (1485 på Mors–27. juli 1560) var en dansk professor. 
Efter at have studeret i udlandet blev han rektor ved Vor Frue Skole i København. I 1520 blev han sendt ud for at skaffe lærere til Københavns Universitet, særlig fra Wittenberg. Selv blev han professor ved universitetet, men 1524 opgav han sin stilling og forlod landet. 1529—31 var han atter professor og endelig for sidste gang fra 1537 ved universitetets genoprettelse. Han var nu professor i lægevidenskab, men det var vistnok væsentligst som administrator, at han virkede. Da der kom pest 1546 i København, forlod han byen, som det dengang var skik bland lægerne, men udgav en lille vejledning til behandling af sygdommen: En liden Bog Om Pestelentzis Aarsage. I 1544 blev han universitets vicekansler.